# San Sebastiano Curone
San Sebastiano Curone, (San Bastian da Cròu en piemontès) és un municipi situat al territori de la província d'Alessandria, a la regió del Piemont (Itàlia).
Limita amb els municipis de Brignano-Frascata, Dernice, Gremiasco i Montacuto.
Pertanyen al municipi les frazioni de Cascine, Marguata, Sant'Antonio i Telecco.

## Galeria fotogràfica

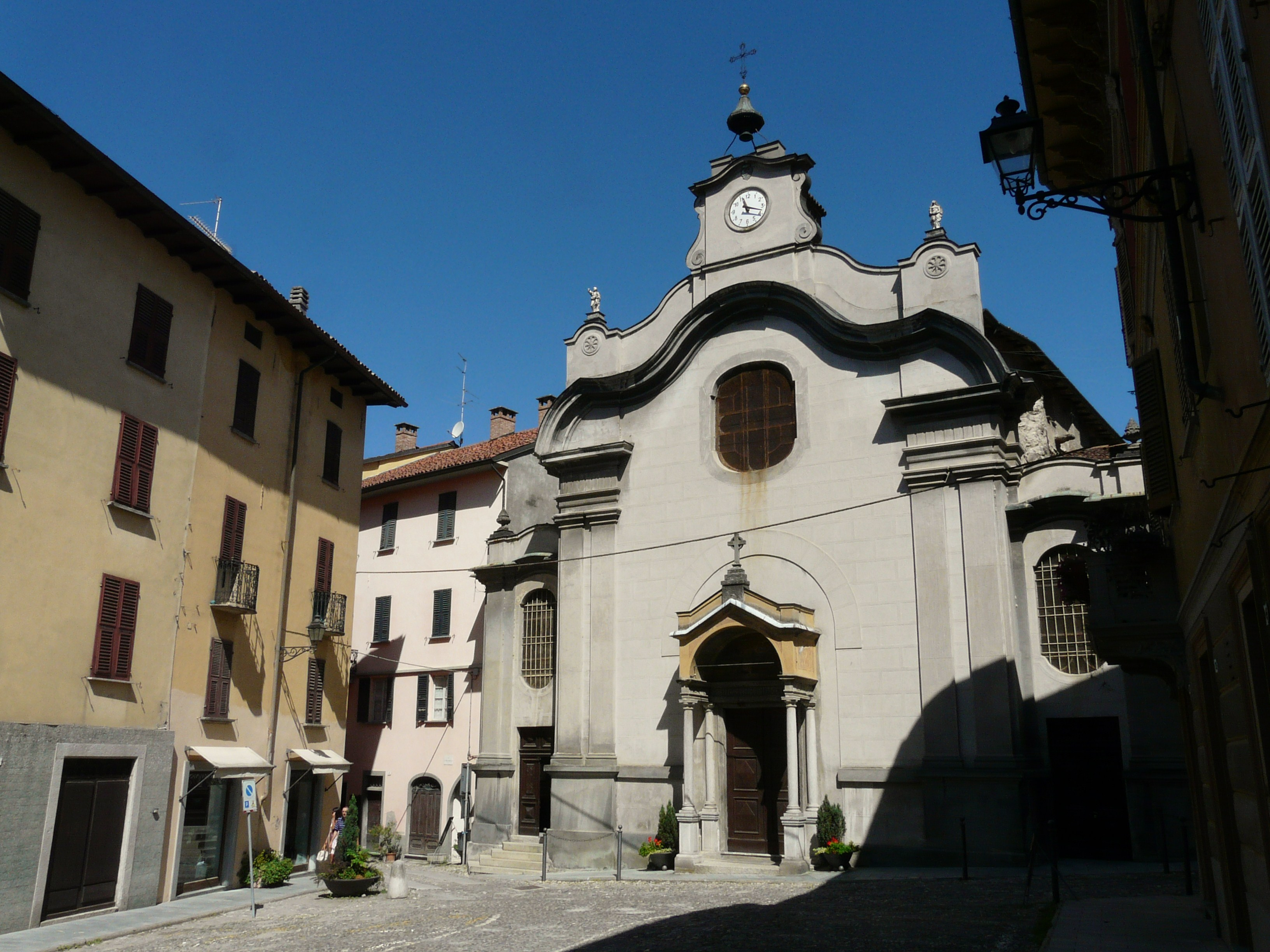
Església de S. Sebastià
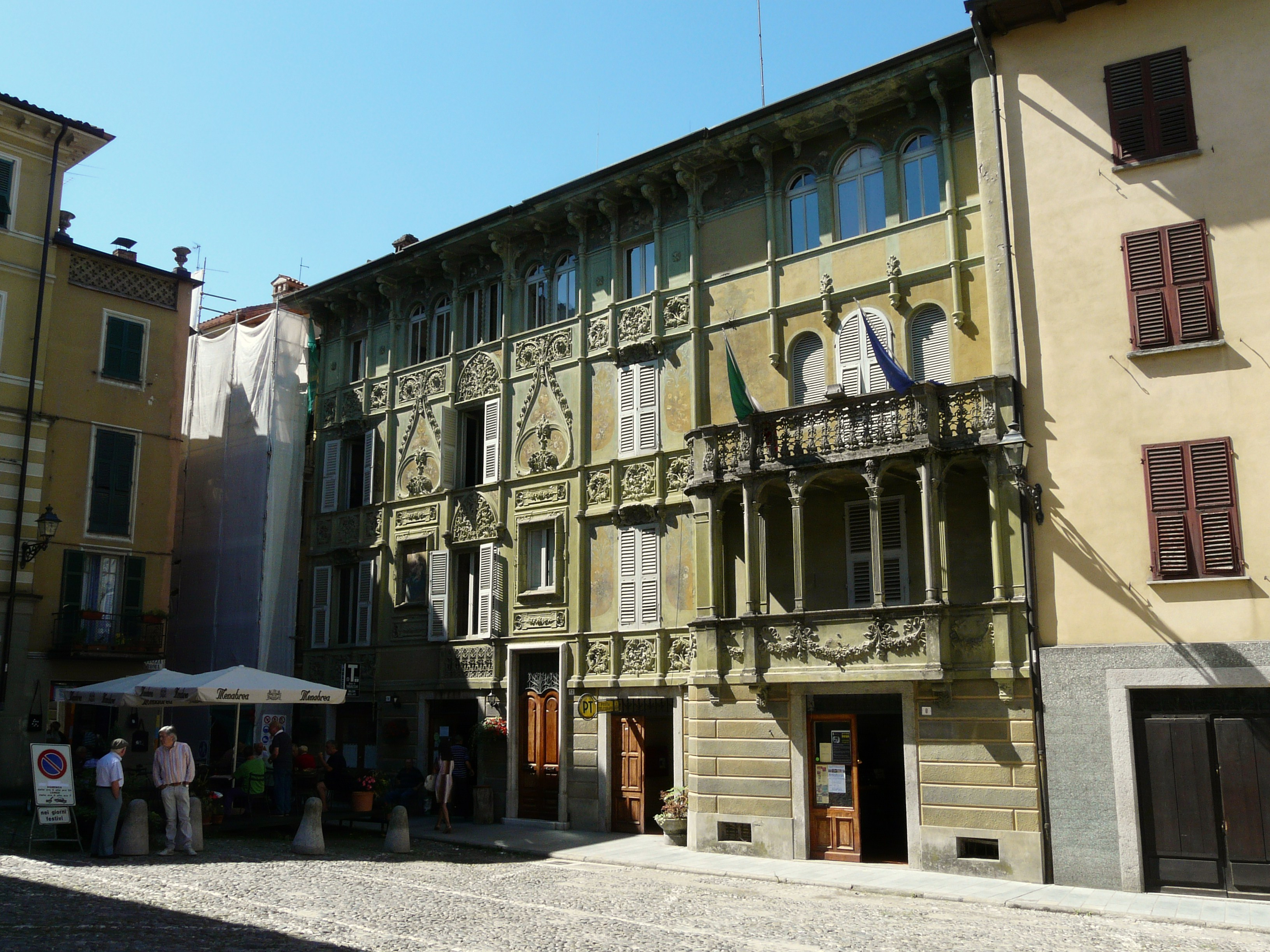
Palazzo Mazza Galanti
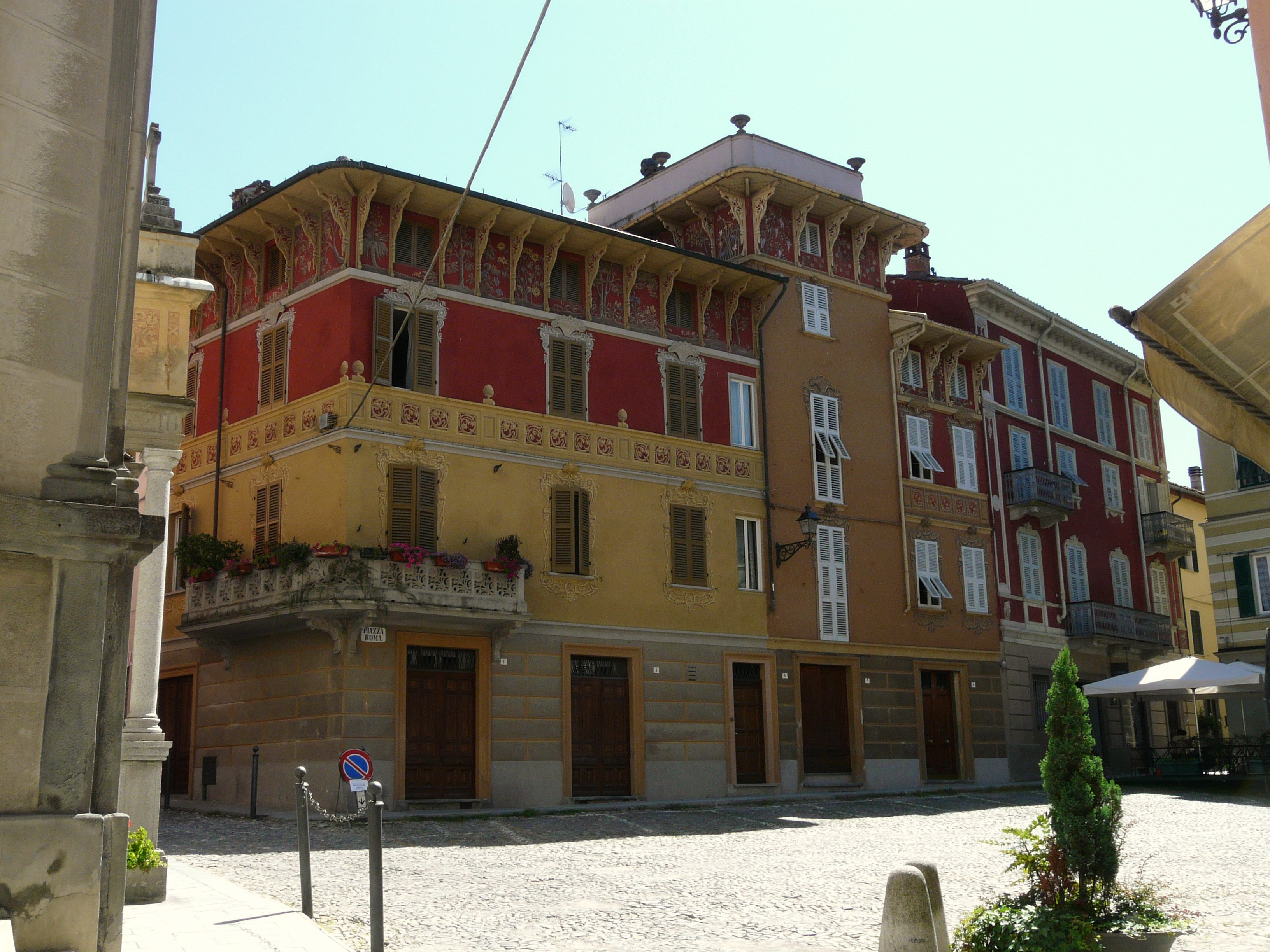
Palazzo Pollini
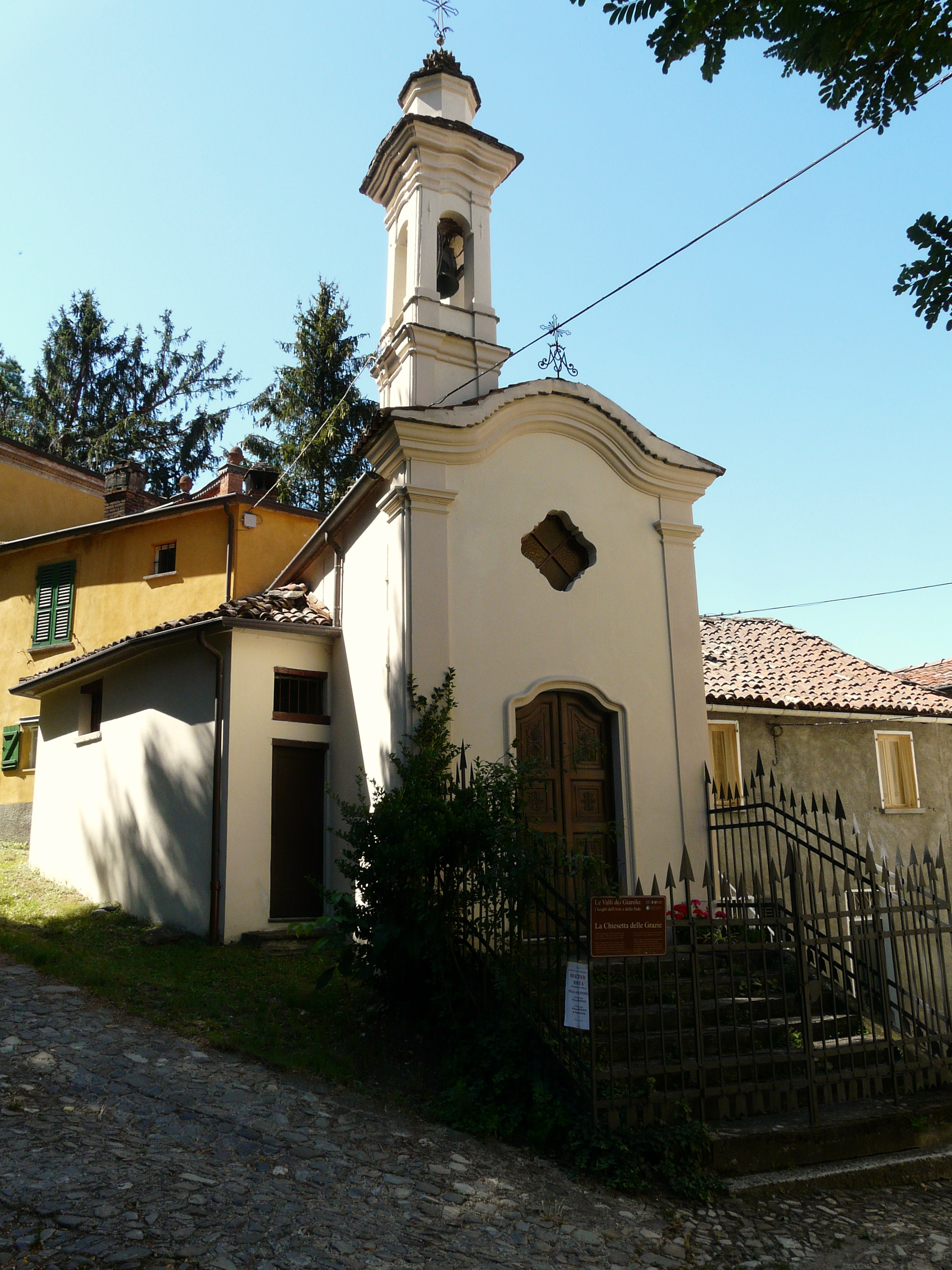
L'església de la Gracia
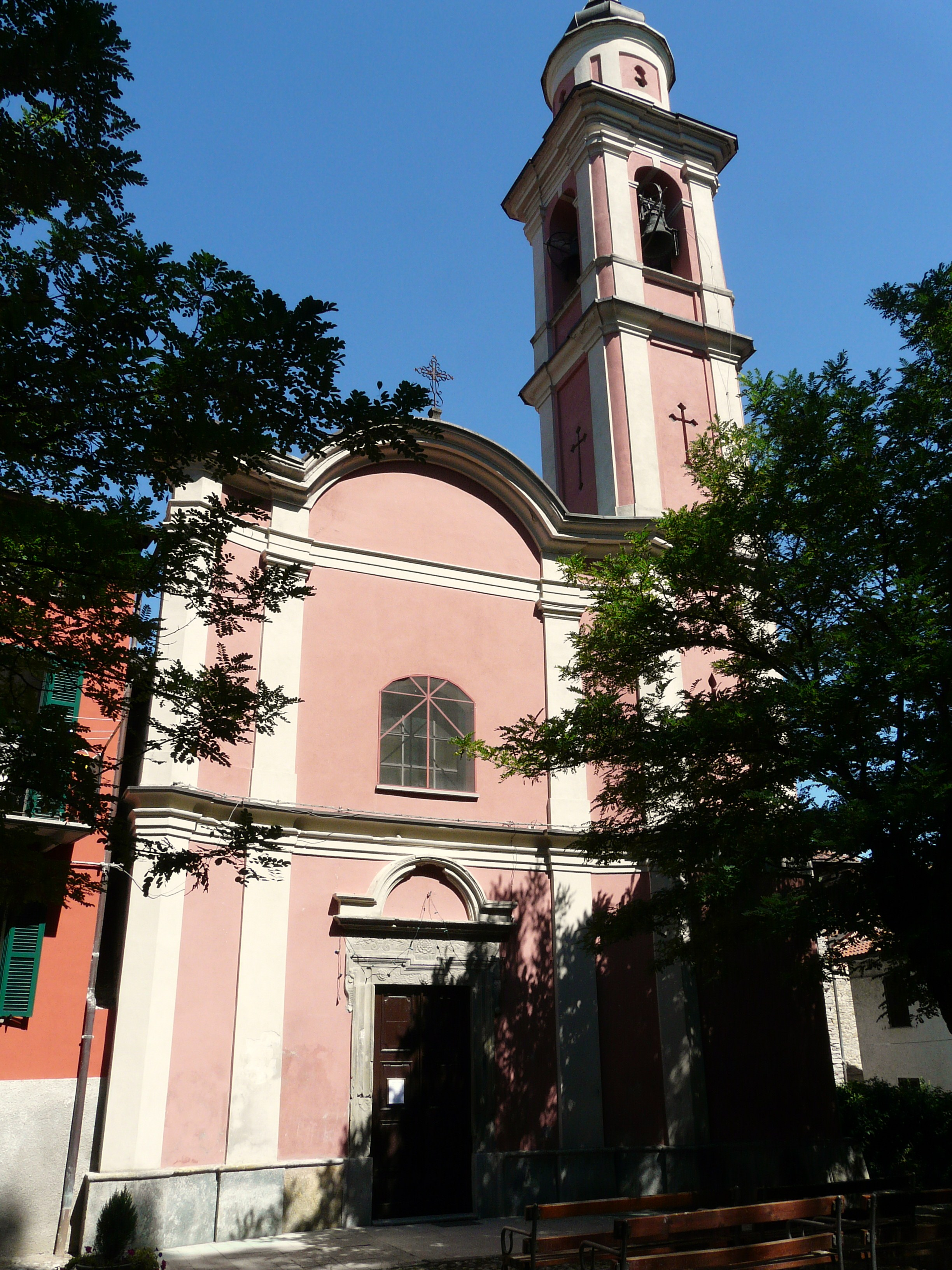
L'oratori de l'Assumpció